# Żabno (gemeente)
De gemeente Żabno is een stad- en landgemeente in het Poolse woiwodschap Klein-Polen, in powiat Tarnowski.
De zetel van de gemeente is in Żabno.
Op 30 juni 2004 telde de gemeente 18 877 inwoners.

## Oppervlakte gegevens
In 2002 bedroeg de totale oppervlakte van gemeente Żabno 104,82 km², waarvan:
- agrarisch gebied: 79%
- bossen: 4%

De gemeente beslaat 7,4% van de totale oppervlakte van de powiat.

## Demografie
Stand op 30 juni 2004:
| Omschrijving                   | Totaal | Totaal | Vrouwen | Vrouwen | Mannen | Mannen |
| ------------------------------ | ------ | ------ | ------- | ------- | ------ | ------ |
| eenheid                        | aantal | %      | aantal  | %       | aantal | %      |
| inwoners                       | 18 877 | 100    | 9659    | 51,2    | 9218   | 48,8   |
| bevolkingsdichtheid (inw./km²) | 180,1  | 180,1  | 92,1    | 92,1    | 87,9   | 87,9   |

In 2002 bedroeg het gemiddelde inkomen per inwoner 1299,76 zł.

## Administratieve plaatsen (sołectwo)
Bobrowniki Wielkie, Chorążec, Czyżów, Fiuk, Goruszów, Gorzyce, Ilkowice, Janikowice, Kłyż ,Łęg Tarnowski, Nieciecza, Niedomice, Odporyszów, Otfinów, Pasieka Otfinowska, Pierszyce, Podlesie Dębowe, Siedliszowice, Sieradza.

## Overige plaatsen
Kaluga, Morzychna, Piaski, Wychylówka, Zagrody.

## Aangrenzende gemeenten
Dąbrowa Tarnówska, Gręboszów, Lisia Góra, Olesno, Radłów, Tarnów, Wierzchosławice, Wietrzychowice